# Форстнер, Зигфрид фон
Зигфрид фрайхерр фон Форстнер (нем. Siegfried Freiherr von Forstner; 19 сентября 1910, Ганновер — 13 октября 1943, Северная Атлантика) — немецкий барон, офицер-подводник, капитан 3-го ранга (1 апреля 1943 года).

## Биография
В апреле 1930 года поступил на службу в ВМФ. 1 января 1932 года произведен в фенрихи, 1 октября 1934 года — в лейтенанты.

## Вторая мировая война
Служил на легком крейсере «Нюрнберг», на котором участвовал в первых боях 2-й мировой войны.
В апреле 1940 года переведен в подводный флот, служил на подлодке U-99, которой командовал Отто Кречмер, затем командовал учебной подлодкой U-59.
21 мая 1941 года назначен командиром подлодки U-402 (тип VII-C). В основном действовал в Северной Атлантике против конвоев союзников и стал одним из наиболее результативных командиров подлодок 1943 года.
9 февраля 1943 года награждён Рыцарским крестом Железного креста.
Всего за время военных действий Форстнер потопил 15 судов общим водоизмещением 71 036 брт и повредил 3 судна водоизмещением 28 682 брт.
Погиб вместе с экипажем на своей лодке, потопленной самолетами с американского эскортного авианосца «Кард».

## Награды
- Медаль «За выслугу лет в вермахте» 4-го класса (2 октября 1936)
- Медаль «В память 1 октября 1938 года» (20 декабря 1938)
- Железный крест (1939) 2-го класса (18 февраля 1942)
- Железный крест (1939) 1-го класса (7 августа 1942)
- Рыцарский крест Железного креста (9 февраля 1943)